# Peromyscus difficilis
Peromyscus difficilis е вид бозайник от семейство Хомякови (Cricetidae).

## Разпространение
Видът е разпространен в Мексико.